# 代替文字
《代替文字》是胡志明市电视台 (HTV) 点播的音乐节目。从2000年至今，该节目每月在电视上播出一次，主题不同，主编兼主持人黎杜琼香。该节目最初是在播出前以预录的形式制作，从2004年至今，一直以电视直播的形式进行。